# Хасима (остров)
Хасима (яп. 端島, «пограничный остров») — тихоокеанский остров в Восточно-Китайском море, примерно в 15 километрах юго-западнее от города Нагасаки. Принадлежит Японии.

## Название
Также встречается название Хашима, представляющее собой транслитерацию Hashima, латинизированного яп. 端島.
Имеет неофициальное название Гункандзима (яп. 軍艦島) — «крейсер», полученное по причине того, что остров из-за своих построек напоминает с моря военный корабль.

## География
Длина острова составляет 480 метров с севера на юг, ширина — 160 метров с запада на восток. Береговая линия острова имеет протяжённость примерно 1,4 км.

## История

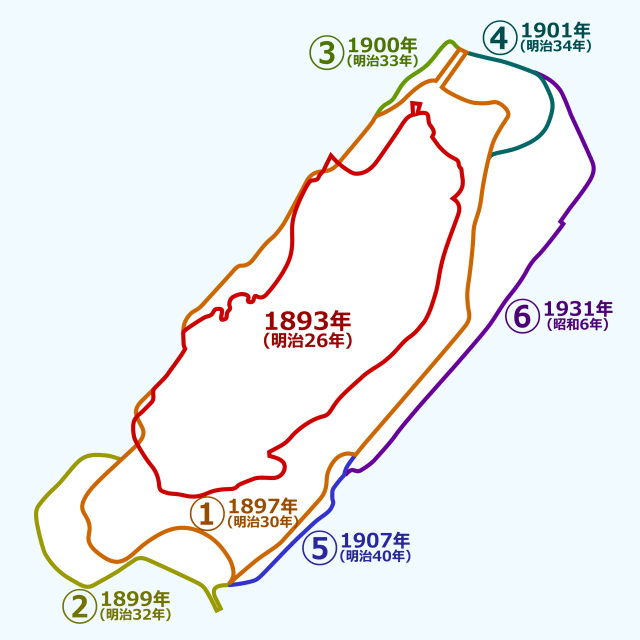
Схема постепенного увеличения искусственных площадей острова

До того, как остров был заселён в начале XIX века (в связи с обнаружением на нём угля), он представлял собой просто обломок скалы, слегка поросший зеленью, на котором гнездились морские птицы и который иногда использовался в качестве временного прибежища рыбаками из Нагасаки и с соседнего острова Такасима.
Остров заселили в 1810 году, когда там нашли уголь. Изначально это была просто скала в море и остров площадью 0,063 км², который создали искусственно, когда копали шахты. К 30-м годам XX века остров стал серьёзным промышленным центром: кроме шахт, там появились военные заводы.

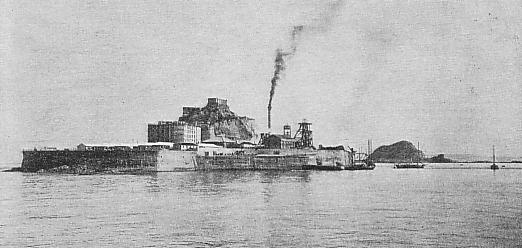
Вид на остров с моря, 1930 год.

На Хасиме шла добыча угля на шахтах, уходящих на глубину до 600 метров ниже уровня моря. В период с 1943 по 1945 год для принудительной работы на подводных угольных шахтах Mitsubishi Corporation сюда привозили китайцев и корейцев. Многие из них умерли от тяжелых условий труда.
В самые населённые годы своей истории на острове имелось 30 больших корпусов жилых домов, 25 магазинов, школа, два плавательных бассейна, больницы и кладбище. В течение 50 лет остров являлся одним из самых густонаселённых мест на Земле. На территории острова площадью 6,3 гектара обитало 5259 человек, плотность составляла 83 500 человек на км² (1959) при длине береговой линии острова около 1,4 км. Если учитывать, что для жилой застройки использовалось примерно 60% площади острова (3,78 гектара), то плотность населения будет ещё выше — 139 100 человек на км².
Через десятилетия процветающая добыча угля на Хасиме пришла в упадок, и в 1974 году компания Mitsubishi полностью закрыла шахты. В течение нескольких недель одно из самых густонаселённых мест на земле оказалось полностью заброшенным. Все жители покинули остров ввиду иссякших ископаемых, и он превратился в город-призрак.
На протяжении многих лет посещение острова было запрещено и каралось депортацией из страны. Так японское правительство пыталось обезопасить остров от «чёрных копателей», потому что предметы быта из мёртвого города стали объектом охоты богатых коллекционеров.
Так как интерес к таинственному острову вырос, в 2008 году было предложено, чтобы Хасима была включена в список Всемирного наследия ЮНЕСКО. Данное предложение было воспринято неоднозначно в свете спорной оценки исторического прошлого острова. Южнокорейские власти обосновывают свои возражения страданиями, понесёнными корейскими подневольными рабочими во время войны. Какие-либо компенсации для оставшихся в живых от японского правительства или компании Mitsubishi не предусмотрены. Тем не менее, в 2015 году, на 39-й сессии Комитета Всемирного наследия ЮНЕСКО остров Хасима был включён в список Всемирного наследия в разделе «Объекты промышленной революции периода Мэйдзи: металлургия, судостроение и угольная промышленность».
В настоящий момент посещение острова разрешено, но доступ туристам открыт только к специально оборудованной для безопасного пребывания части острова. Также планируется превращение острова в своеобразный музей культуры и быта шахтёров, но, так как в настоящее время почти все постройки на острове находятся в аварийном состоянии, для реализации этих планов требуются крупные финансовые вложения.

## Интересные факты
На острове Хасима происходили съемки фильмов «007: Координаты „Скайфолл“» (остров играл роль резиденции для антагониста-преступника Рауля Сильвы) и «Атака титанов».
Островом и индустриальной разрухой вдохновлялись создатели игры Forbidden Siren 2, в котором местом действия также является заброшенный остров посреди океана.

## Галерея

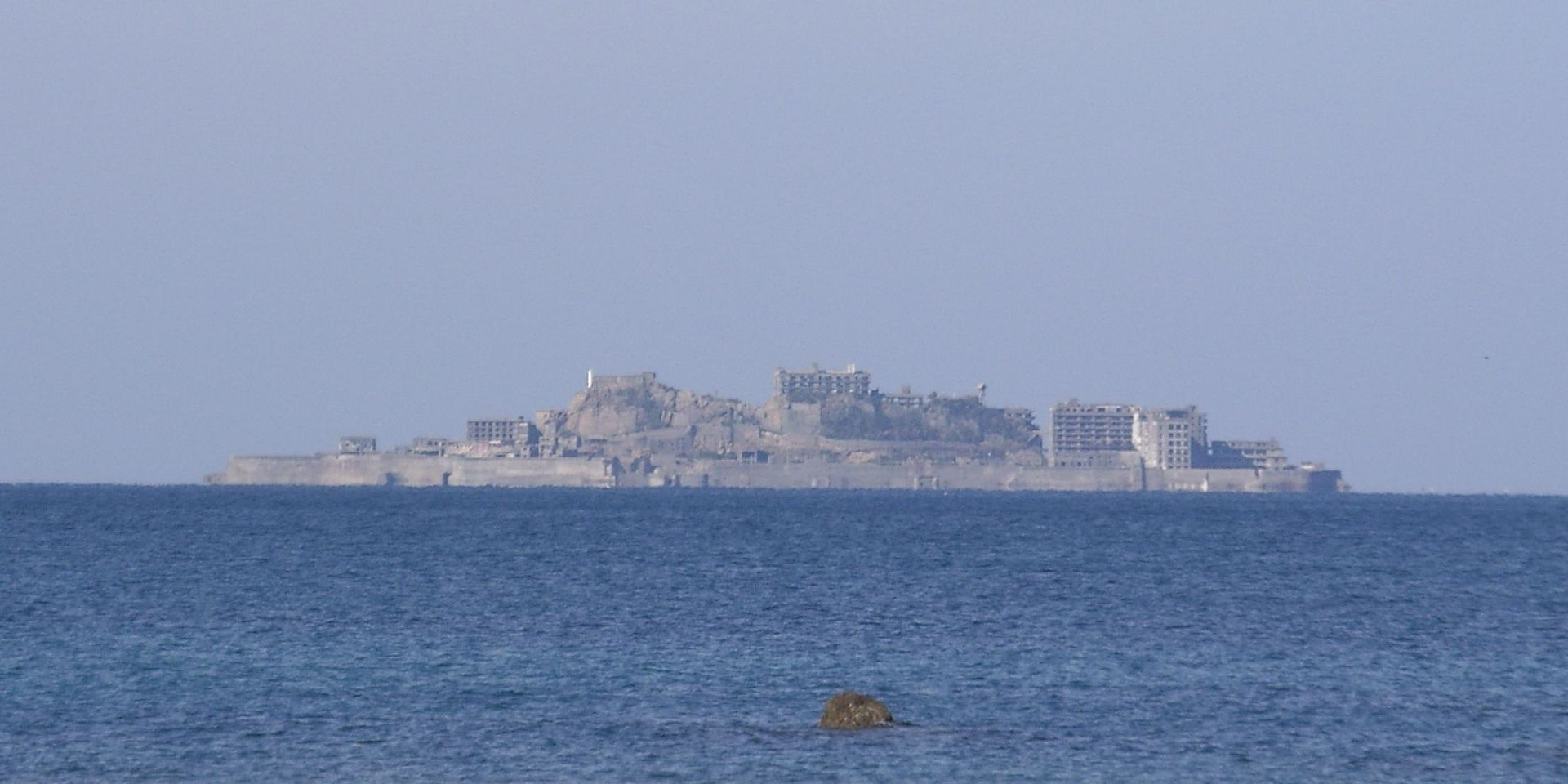
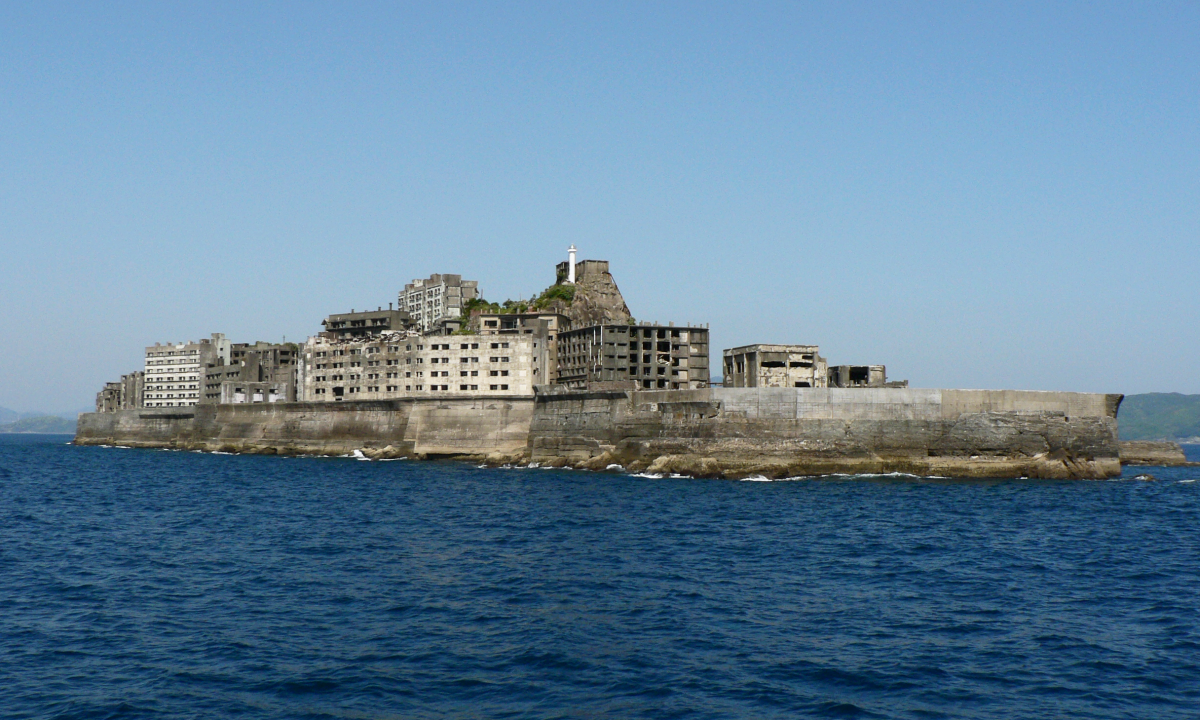
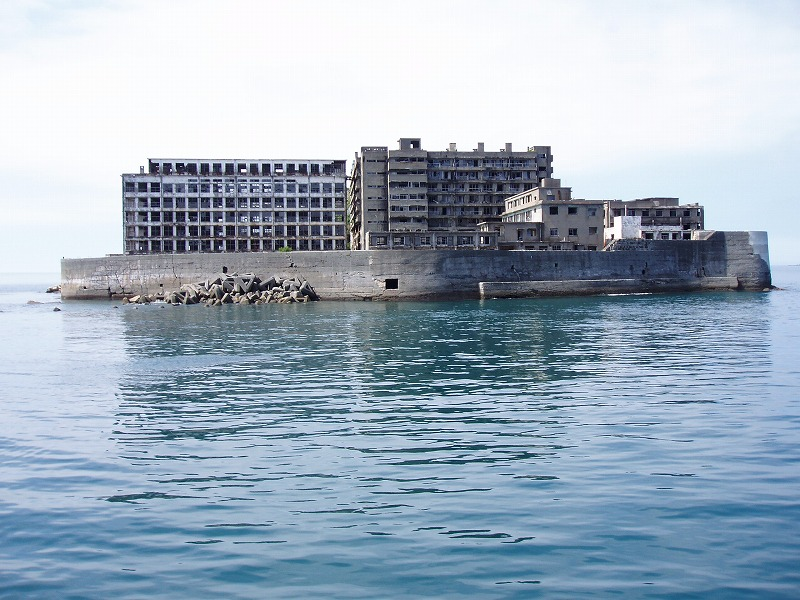
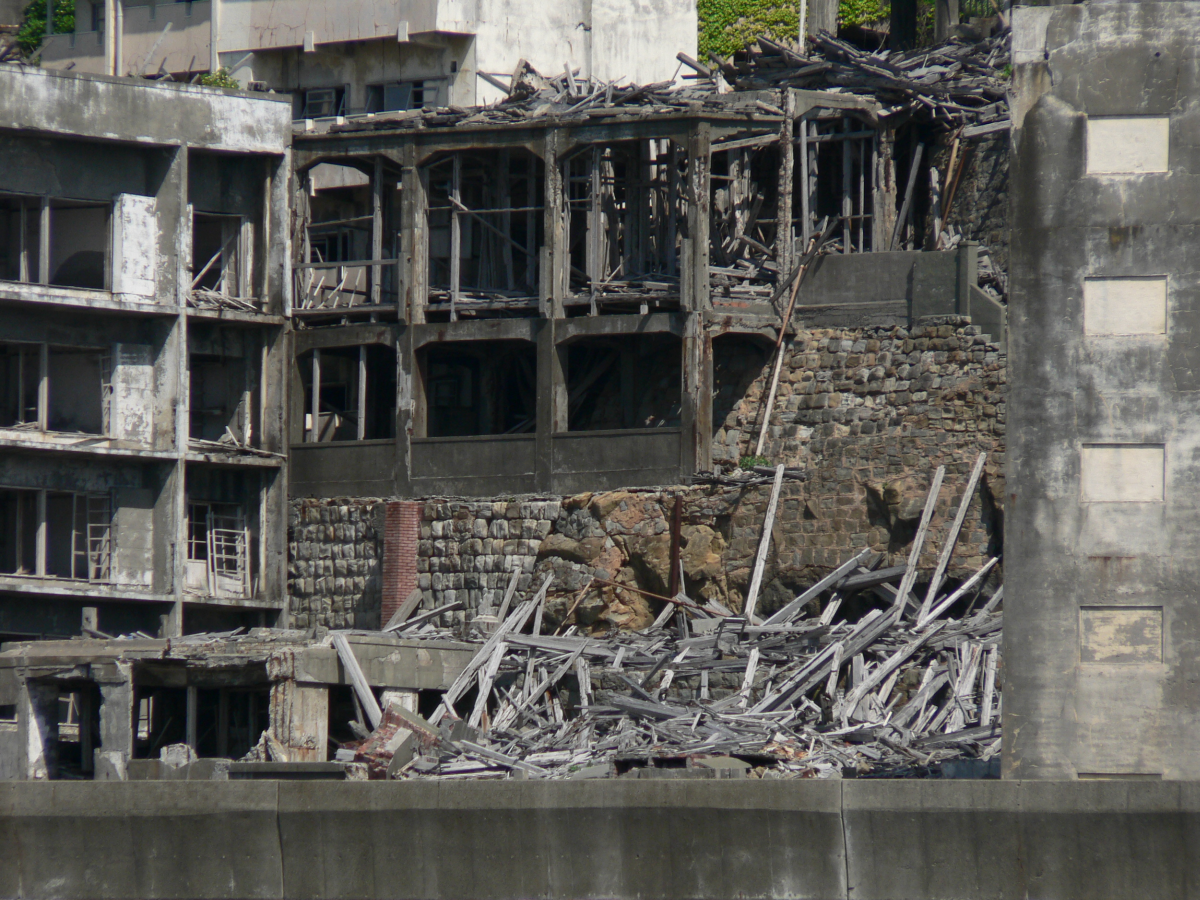
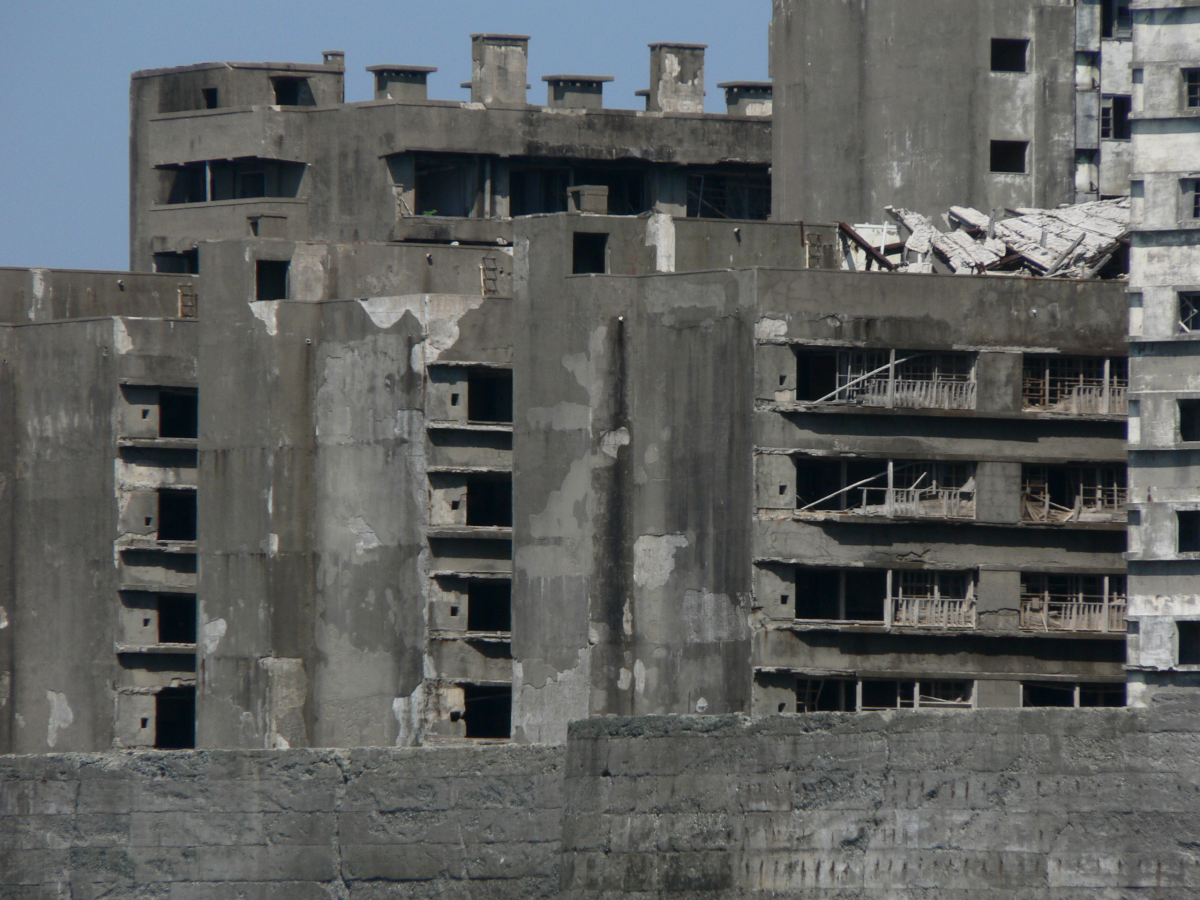
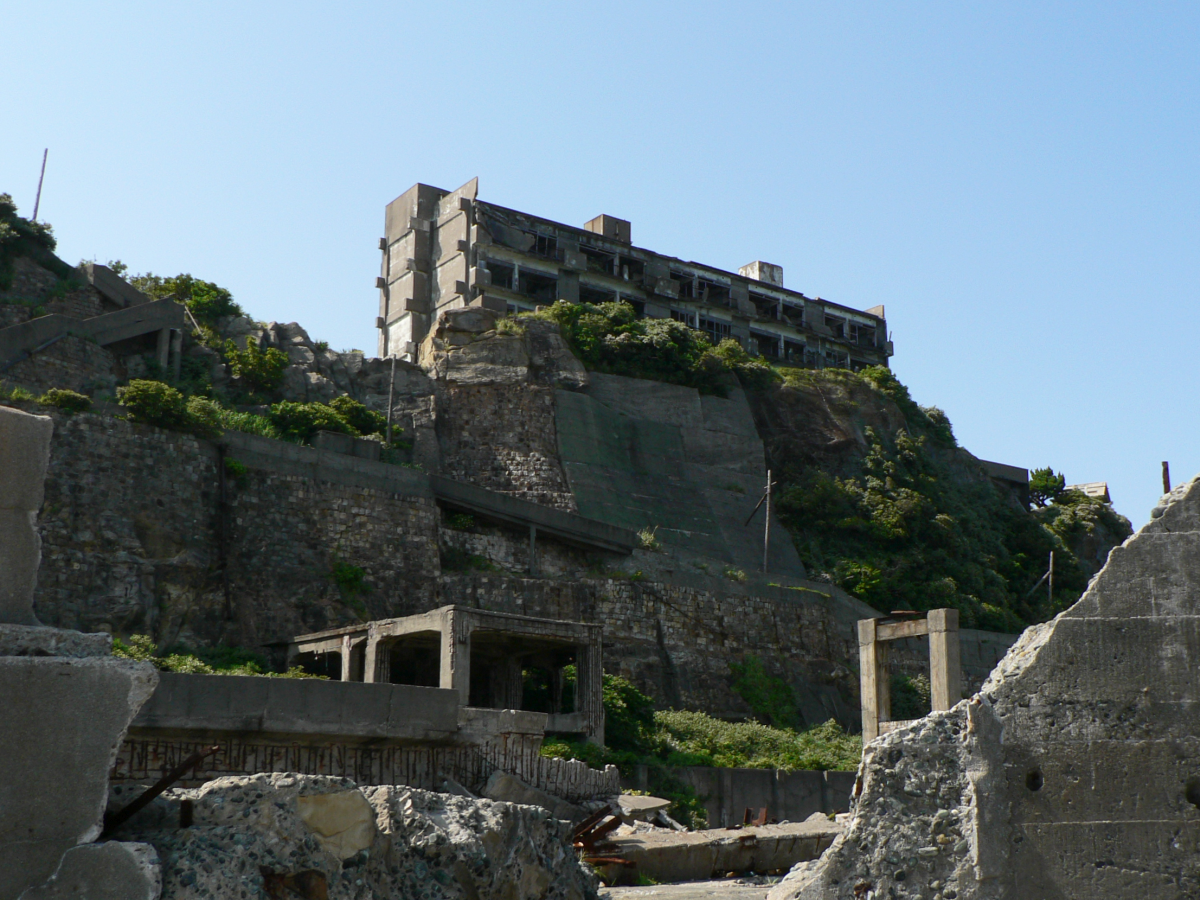
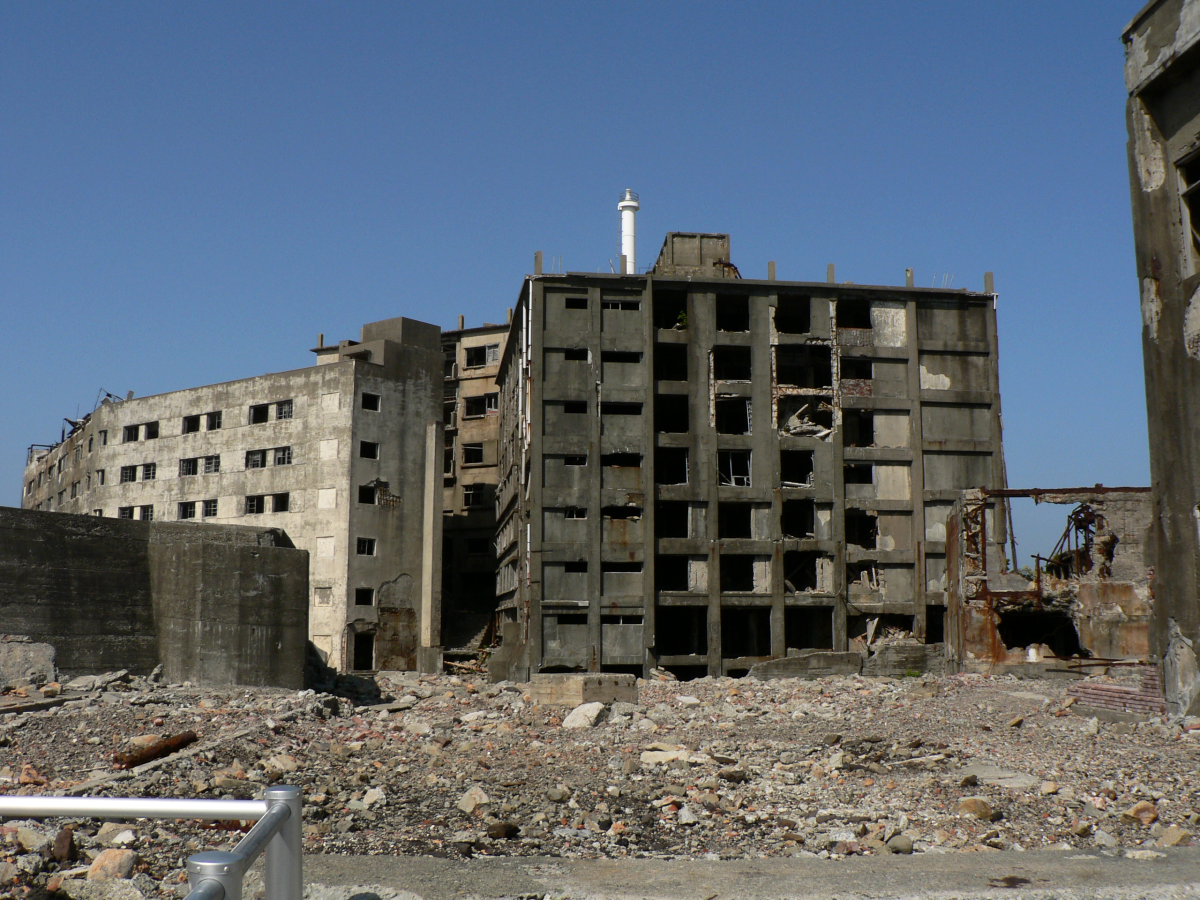
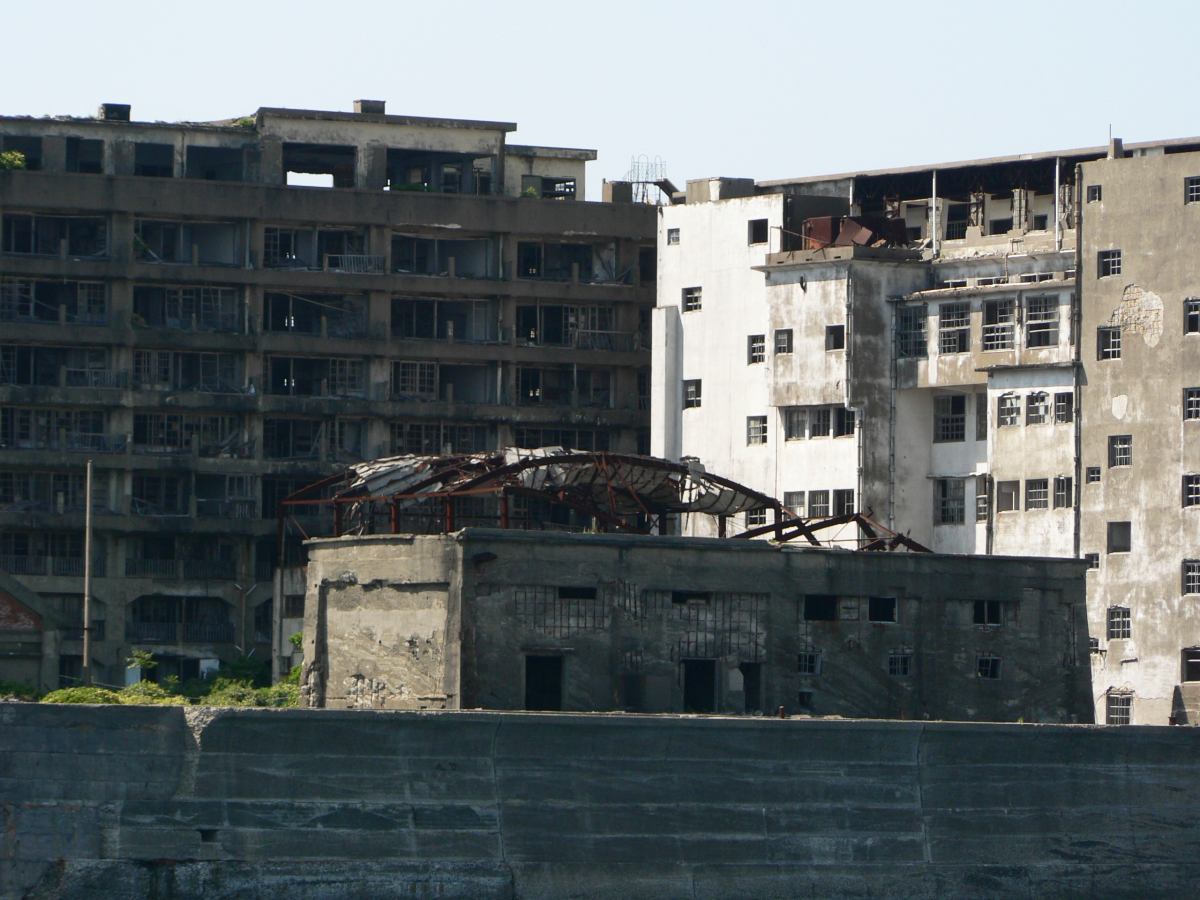
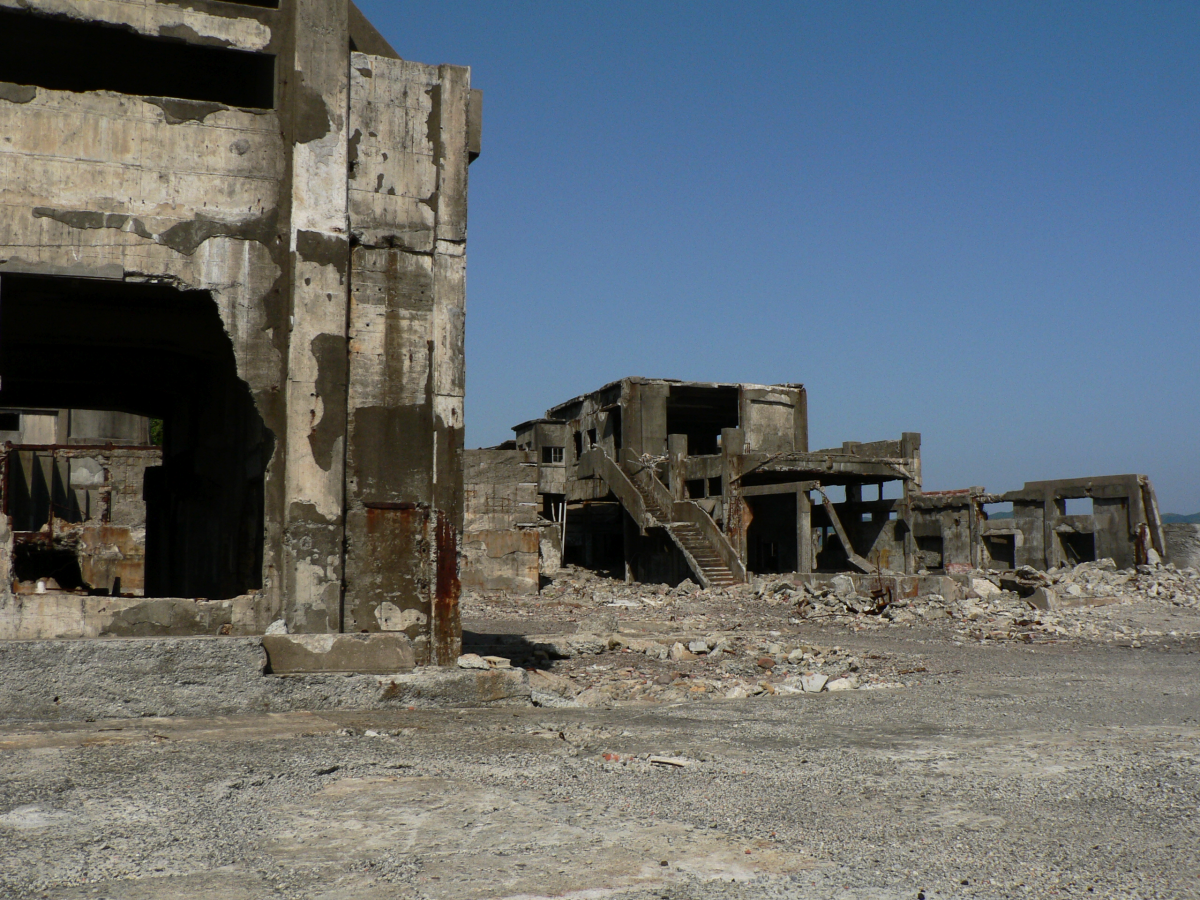